# Герконове реле

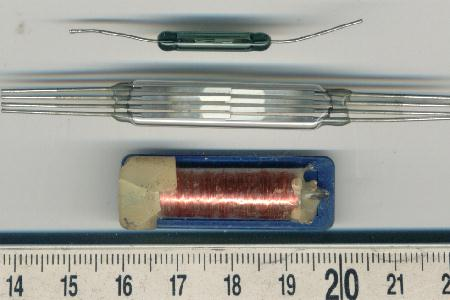
(зверху) Однополюсний геркон, чотириполюсний геркон і однополюсне герконове реле. Масштаб у сантиметрах.

Герконове реле — це тип реле, у якому використовується електромагніт для керування одним або кількома герконами. Контакти виготовлені з магнітного матеріалу, а електромагніт діє безпосередньо на них, не потребуючи арматури для їх переміщення. Контакти, запаяні в довгій вузькій скляній трубці, є захищеними від корозії. Скляна оболонка може містити кілька герконів, або кілька герконів можна вставити в одну котушку та активувати одночасно. Геркони виробляються з 1930-х років.
У порівнянні з арматурними реле, герконові реле можуть перемикатися набагато швидше, оскільки рухомі частини малі та легкі, хоча все ще присутній стрибок перемикача. Крім того, вони потребують меншої робочої потужності та мають меншу ємність контактів. Їх поточна пропускна здатність обмежена, але з відповідними контактними матеріалами вони підходять для «сухих» комутацій. Вони механічно прості, що забезпечує надійність і тривалий термін служби.

## Запам'ятовуючий пристрій
Кілька мільйонів герконових реле використовувалися з 1930-х до 1960-х років для функцій пам'яті в електромеханічних телефонних станціях Bell System. Часто використовувалося реле з кількома герконами, де один із герконів фіксував реле, а інший або інші виконували функції логіки або пам'яті. Більшість герконових реле в системах матричних перемикачів 1940—1970-х років були упаковані в групи по п'ять. Подібний «герконовий пакет» міг зберігати одну десяткову цифру, закодовану в коді два з п’яти (варіант коду 74210) для легкої перевірки правильності за допомогою логіки дротового пружинного реле.
Таке герконове реле з електричною фіксацією потребує постійного живлення для підтримки стану, на відміну від реле з магнітною фіксацією, таких як феритове герконове реле або пізніше залишкове герконове реле.

## Перехресний перемикач
У системах Stored program control Bell System 1970-х років герконові реле більше не були потрібні для зберігання даних, але десятки мільйонів із них були упаковані в масиви для комутації голосового тракту.

## Інші застосування
Герконові реле продовжують використовуватися за межами телефонної промисловості, наприклад, для автоматичного випробувального обладнання та електронної апаратури завдяки їх герметичному ущільненню, швидкому спрацьовуванню, збільшеному терміну служби до 109 операцій і високоякісній роботі контактів. Герконові реле також знайшли численні застосування в комутації радіочастотних і мікрохвильових сигналів. Вони також використовуються де потрібен надзвичайно низький струм витоку (порядку фемтоампер), наприклад, фотодетектори та інші схеми обробки надзвичайно низького струму. Геркони також можуть бути виготовлені таким чином, щоб витримувати кілька кіловольт і все ще використовуються як реле високої напруги замість більш дорогих реле з гексафторидом сірки або вакуумних реле.

## Подальше читання
- Development of Reed Switches and Relays. Bell System Technical Journal[en]. 34: 309—332. 2 березня 1955. doi:10.1002/j.1538-7305.1955.tb01474.x. ISSN 0005-8580.
- The Ferreed - A New Switching Device (PDF). Bell System Technical Journal[en]. American Telephone and Telegraph Company. XXXIX: 1—30. January 1960 [1959-09-14]. doi:10.1002/j.1538-7305.1960.tb03920.x. ISSN 0005-8580. Архів оригіналу (PDF) за 12 квітня 2012. (30 pages)
- Angner, Ronald Joseph (19 лютого 1974). Remanent Reed Relay. New Jersey, USA. US Patent US3793601A 05/378581. (NB. On Remreed design.)